# Husie församling
Husie församling är en församling i Malmö kontrakt i Lunds stift. Församlingen ligger i Malmö kommun i Skåne län och ingår i Malmö pastorat.

## Administrativ historik
Församlingen  återuppstod 2014 genom sammanläggning av Husie och Södra Sallerups församling med mindre delar av Kirsebergs församling, Västra Skrävlinge församling, Malmö S:t Pauli församling, Oxie församling och  ingår sedan dess i Malmö pastorat.

## Kyrkor
- Husie kyrka
- Södra Sallerups kyrka
- Kirsebergs kyrka

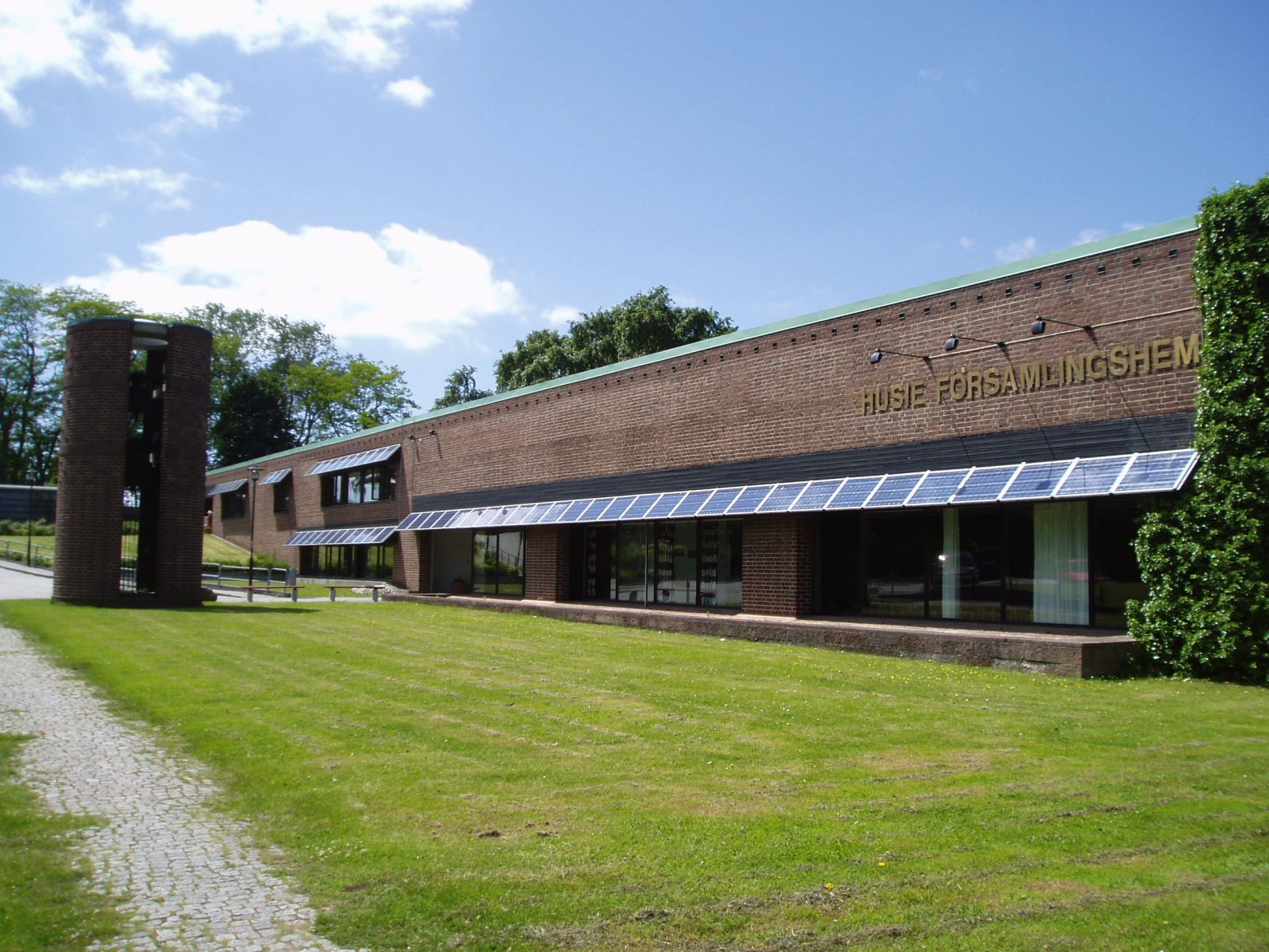
Husie församlingshem.
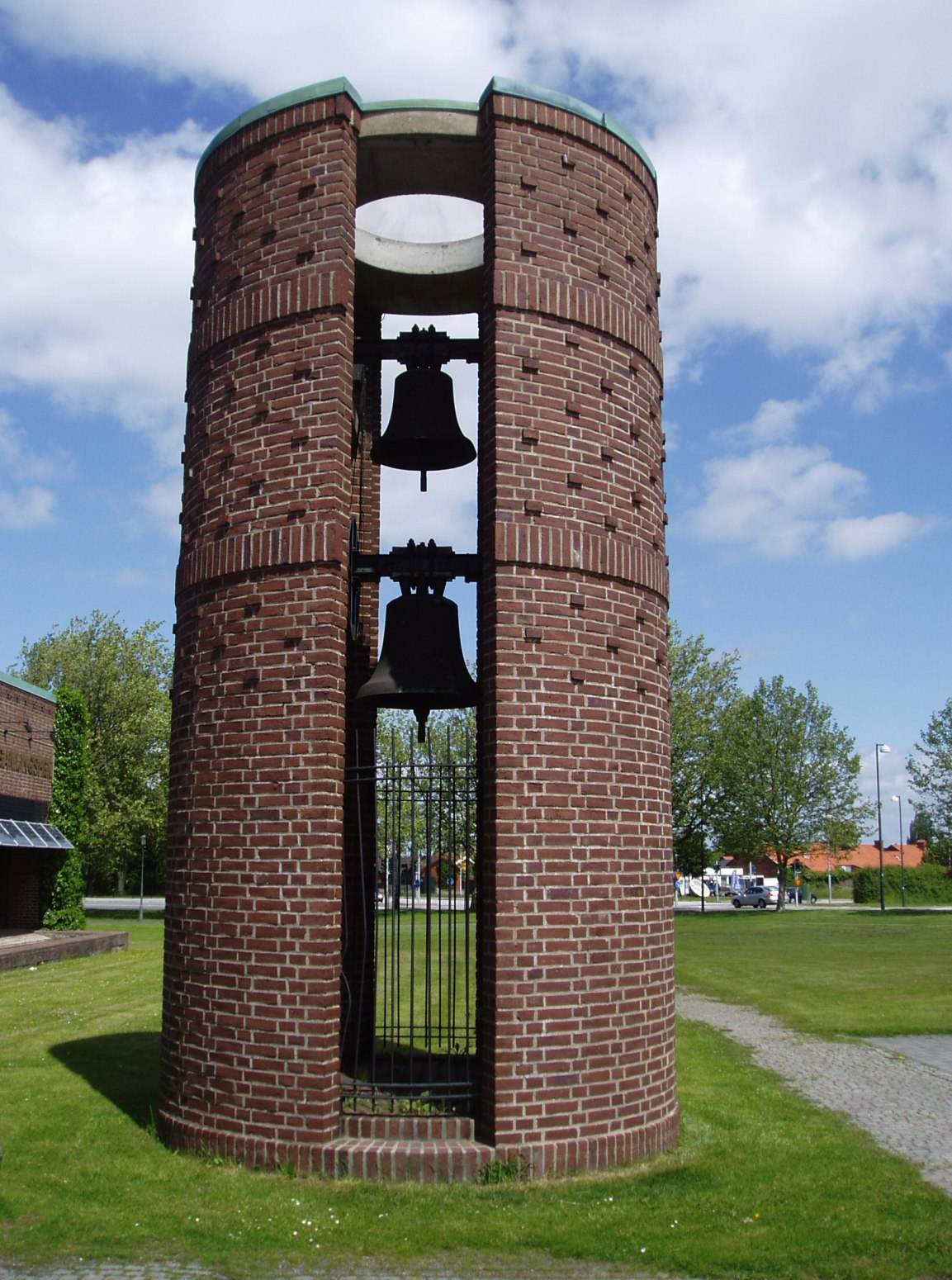
Klockstapeln bredvid församlingshemmet.